# Universidad de Benadir
La Universidad de Benadir (en somalí: Jaamacada Banaadir) abreviado como BU, es una universidad situada en Mogadiscio, la capital del país africano de Somalia. 

## Historia
La Universidad de Benadir fue fundada en 2002 como una escuela de medicina para ayudar a entrenar a los médicos somalíes. Entre sus facultades se encuentran la de Medicina, Educación, Ingeniería y Tecnología, Ciencias de la Computación y Tecnología de la Información y la de Sharia y Derecho.[cita requerida]

## Atentados sufridos
En 2009 se produjo un ataque suicida con bomba durante la ceremonia de graduación de la universidad en un hotel de Mogadiscio que mató al menos a 19 personas. Diez años después, el 28 de diciembre de 2019, un minibus de la Universidad de Benadir con 20 estudiantes a bordo fue uno de los vehículos destruidos en el atentado con coche bomba sucedido en un puesto de control en las afueras de Mogadiscio y en el que fallecieron al menos 76 personas.